# 바레아
바레아(이탈리아어: Barrea)는 이탈리아 아브루초주 라퀼라도에 있는 코무네이다. 제2차 세계 대전 이후에 산그로강에 만들어진 댐으로 생겨난 바레아 호의 해안가에 위치해있다.